# Kōji Omi

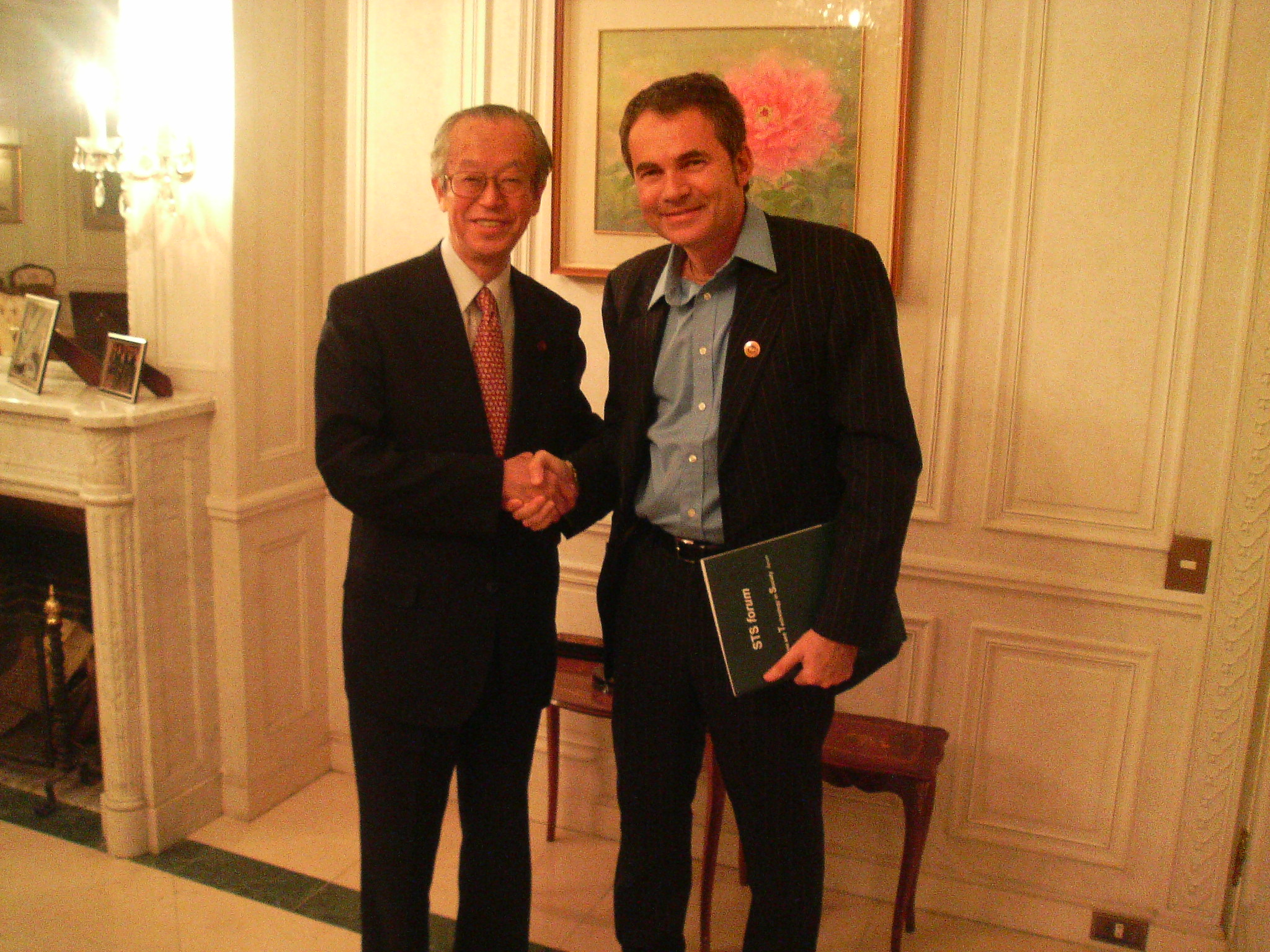
Kōji Omi und Martin Varsavsky in Kyoto

Kōji Omi (jap. 尾身 幸次, Omi Kōji; * 14. Dezember 1932 in Numata, Präfektur Gunma; † 14. April 2022) war ein japanischer Politiker der Liberaldemokratischen Partei (LDP). Von 2006 bis 2007 war er Finanzminister im ersten Kabinett von Premierminister Shinzō Abe. Omi gehörte innerhalb der Partei der Machimura-Faktion an.

## Werdegang
Omi schloss 1956 sein Studium an der Hitotsubashi-Universität ab und wurde anschließend Beamter im MITI. Zwischen 1970 und 1974 war Omi Konsul im japanischen Generalkonsulat New York. 1982 verließ er das Ministerium, um bei der Unterhauswahl 1983 als Unabhängiger anzutreten. Omi wurde gewählt und schloss sich der LDP an. Danach wurde er sieben Mal als Abgeordneter bestätigt, zuletzt 2005 über den Verhältniswahlblock Nord-Kantō – er teilte sich die LDP-Kandidatur im 1. Wahlkreis Gunma nach der „Costa-Rica-Methode“ (kosuta rika hōshiki) mit Gen’ichirō Sata. Bei der Shūgiin-Wahl 2009 verlor Omi den Wahlkreis und damit seinen Sitz im Parlament.
Von 1997 bis 1998 war Omi Vorsitzender der Wirtschaftsplanungsbehörde, 2000–2001 Minister für Wissenschafts- und Technologiepolitik, Okinawa und die Nördlichen Territorien und schließlich vom 16. September 2006 bis zur Kabinettsumbildung vom 27. August 2007 Finanzminister. In der LDP war Omi unter anderem stellvertretender Generalsekretär (1994–95) und stellvertretender Vorsitzender des Exekutivrats (2004–05).
Als Minister der Regierung von Jun’ichirō Koizumi besuchte Omi den Yasukuni-Schrein.
Er starb am 14. April 2022 im Alter von 89 Jahren.